# Emilie Mayerová
Emilie Luisa Frederica Mayerová (14. května 1812, Friedland, Meklenbursko-Přední Pomořansko – 10. dubna 1883, Berlín) byla přední německá skladatelka období romantismu. Její spíše konzervativní a eklektický styl osciluje mezi skladebnými postupy Wolfganga Amadea Mozarta a Ludwiga van Beethovena. Patří k nejplodnějším a nejpozoruhodnějším skladatelkám 19. století. Bývá přezdívána „Beethoven v sukních“[zdroj?] (doslova „weibliche Beethoven“).

## Život a působení
Emilie Mayerová se narodila jako čtvrtá z pěti dětí úspěšného lékárníka Johanna Augusta Friedricha Mayera a jeho ženy Henrietty Caroliny, rozené Maas. Její matka zemřela, když byly Emilii pouhé dva roky. Otec nicméně brzy rozeznal dívčin hudební talent a velmi ji podporoval. Když bylo Emilii pět let, koupil jí k narozeninám piano. Ve Friedlandu nebyla tehdy dívčí škola, základní vzdělání získala tedy nejspíše skrze soukromé učitele. Emiliin první učitel hudby byl místní varhaník Carl Heinrich Ernst Driver, jehož prý nijak netěšily dívčiny variace na předepsané partitury, které měla Emilia s dětskou naivitou hájit slovy, že takto se jí to líbí mnohem víc. Již v sedmi letech začala sama skládat a tyto skladbičky se Driverovi prý velmi líbily a povzbuzoval pak žačku k dalším pokusům.
Emilie jako nejstarší dcera vedla otcovu domácnost. Poklidný život rodiny byl otřesen v den šestnáctého výročí matčiny smrti, 28. srpna 1840. Otec se jako obvykle odebral po večeři do své pracovny a zde spáchal sebevraždu. Nejednalo se o impulzivní čin, skutek zjevně plánoval. Dceři zanechal poměrně štědrý odkaz, který jí pomohl k relativní finanční nezávislosti.
V roce 1841 se Emilie přestěhovala ke svému bratrovi, který provozoval ve Štětíně úspěšnou lékárnu. Větší město poskytlo především další podněty k rozvoji ženina talentu. Vyhledala zde skladatele Carla Loeweho (1796–1869). Emiliin příchod do Štětína a první setkání s Loewem popisuje ve svých romanticky laděných memoárech na Štětín svého dětství Marie Sillingová takto :
„Smrt jejího otce jí přinesla první velkou bolest; aby ji překonala, přimkla se k práci. Odešla do Štětína a stala se Loeweho žačkou. Po náročné zkoušce řekl jí tento svým bodrým způsobem: ‚Vy víte vlastně vše a zároveň nevíte nic. Stanu se zahradníkem, který pomůže talentu, dřímajícímu jako poupě ve Vaší hrudi, rozvinout se do nejkrásnějších květů!‘ Když se pak Emilie se spořivostí, již pro sebe samu považovala za nezbytnou, zatímco pro ostatní, pro cizí pomoc, vždy měla dlaň otevřenou, Loeweho otázala, zda nebylo by možné, aby výuka kompozice nemohla být sdílena také s jinými žačkami, ten opáčil, že tak Bohem seslaný talent jako je její nebyl přidělen nikomu jinému, koho by znal. Toto prohlášení ji naplňovalo po celý život nesmírnou vděčností a zavazovalo ji to k nezdolné píli.“
Loewe velmi usiloval o co možná největší Emiliin věhlas. Pod jeho vedením vznikaly písňové cykly i komorní hudba, kterou Loewe prosazoval na koncertech i v hudebních kruzích. V březnu 1847 došlo k úspěšné štětínské premiéře Symfonie C-moll a Symfonie e-moll. To však již Loewe věděl, že svou žačku naučil vše, co bylo v jeho silách a její další výuky se musí chopit někdo jiný a doporučil Mayerovou do Berlína.
V Berlíně se sice jen těsně minula s Mendelssohnem, který ze zdravotních důvodů Berlín roku 1847 opustil a v říjnu téhož roku zemřel, avšak přesto znamenal přesun do Berlína další zvrat. Berlínský rozvoj talentu probíhal především pod patronací dvou učitelů, Adolfa Bernharda Marxe a Willhelma Wieprechta.  Oba patřili k významným osobnostem berlínského hudebního života. Marx, Emiliin učitel kontrapunktu a znalec díla Glucka a Ludwiga van Beethovena, patřil k nejvýznamnějším hudebním teoretikům v německých zemích v 19. století. Nadto byl Marx propagátorem všeobecného hudebního vzdělání, což se dotýkalo i plnohodnotného a na všech stupních profesionálního vzdělávání žen. Wieprecht, který dával skladatelce lekce v instrumentaci, se významně podílel na vývoji dechových a žesťových nástrojů (podílel se například významně na vývoji tuby). Oba pomohli Mayerové dostat se na berlínskou hudební mapu a prosazovali její dílo. Sama skladatelka se odvážila k mnohem aktivnějšímu sociálnímu životu, než jak byla dosud zvyklá, a dokonce zřídila i vlastní salón.
V roce 1850 patřil Marx k zakladatelům konzervatoře v Berlíně. Ve stejné době se Emilie stala spoluředitelkou berlínské operní akademie. Její sociální status byl potvrzen také jiným způsobem – od královny obdržela zlatou medaili. Nikoliv však za svou hudební tvorbu, nýbrž za své vázy a sochy z chlebového těsta, které se těšily mimořádné oblibě v nejvyšších aristokratických kruzích.
Vzdor úspěchům se na období 1862–1875 skladatelka vrátila do Štětína, kde také založila po smrti svého zdejšího učitele Carla Loeweho, který zemřel r. 1869, hudební společnost na jeho počest.
Její závěrečná životní fáze je definována zpětným návratem do Berlína. Návrat motivovaly rodinné důvody, hovoří se o snaze být poblíž milované neteři, která se do Berlína provdala a později byla strážkyní skladatelčina odkazu. Berlín se v době Emiliiny absence stal skutečnou světovou metropolí a i hudební vkus se zmodernizoval. Přesto dokázala navázat na své někdejší úspěchy. Fenomenální úspěch zaznamenala především její Faustovská předehra, „Ouverture zu Faust op. 46“, z konce roku 1880, později převedená také pro klavír.
Skladatelka zemřela v Berlíně 10. dubna 1883, ve věku nedožitých 71 let.

## Dílo
Nejstarší dochované skladby pocházejí z období výuky u Loeweho. Jde o zpěvohru Rybářka (Fischerin) a zhudebnění Goethovy básně Král duchů, kterou ostatně zhudebnil i Loewe.
Z prvního berlínského období zaznamenala mimořádný úspěch především její dramatická 4. Symfonie, h moll. Z této doby se zachoval její hudební zápisník, Musikallischer Allerey, v němž se vedle Glucka, Haydna a Beethovena objevují četné citace z děl dnes méně známých soudobých komponistů (Andreas Romberg, Friedrich Kalkbrenner, Ferdinand Hiller, Étienne-Nicolas Méhul)..
V druhém štětínském období se věnovala kompozicím především komorní hudby, jež však provází její tvorbu od počátku.
Do pozdní tvorby náleží, vedle Faustovské předehry, také Šest klavírních skladeb pro dětský svět („Sechs Klavierstücke für die Kinderwelt“), Sonáta pro klavír a violoncello, op. 47, a poslední dílo autorky, dedikované houslistovi a dirigentovi Josephu Joachimovi, Nocturno, op. 48.

## Místo posledního odpočinku
Místo, kde leží hrob Emilie Mayerové, bylo na dlouhou dobu zapomenuté. Až roku 2018 se podařilo při přípravě dokumentu Skladatelky realizačnímu týmu lokalizovat příslušné místo. 13. srpna 2021 bylo místo, nacházející se v blízkosti hrobu Mendelssohna i jeho sestry Fanny Henselové,  bylo místo označeno pamětní deskou. Při tomto aktu zahrála Mendelssohnova společnost Smyčcový kvartet, op. 14, a rovněž Fanniny Zahradní zpěvy, op. 3.; . Z rozhodnutí berlínského senátu bylo místo uložení (Dreifaltigkeitsfriedhof I, Grablage: II-W-C-34) zařazeno na seznam pamětihodných berlínských hrobů.